# Жозеф Жюст Скалігер

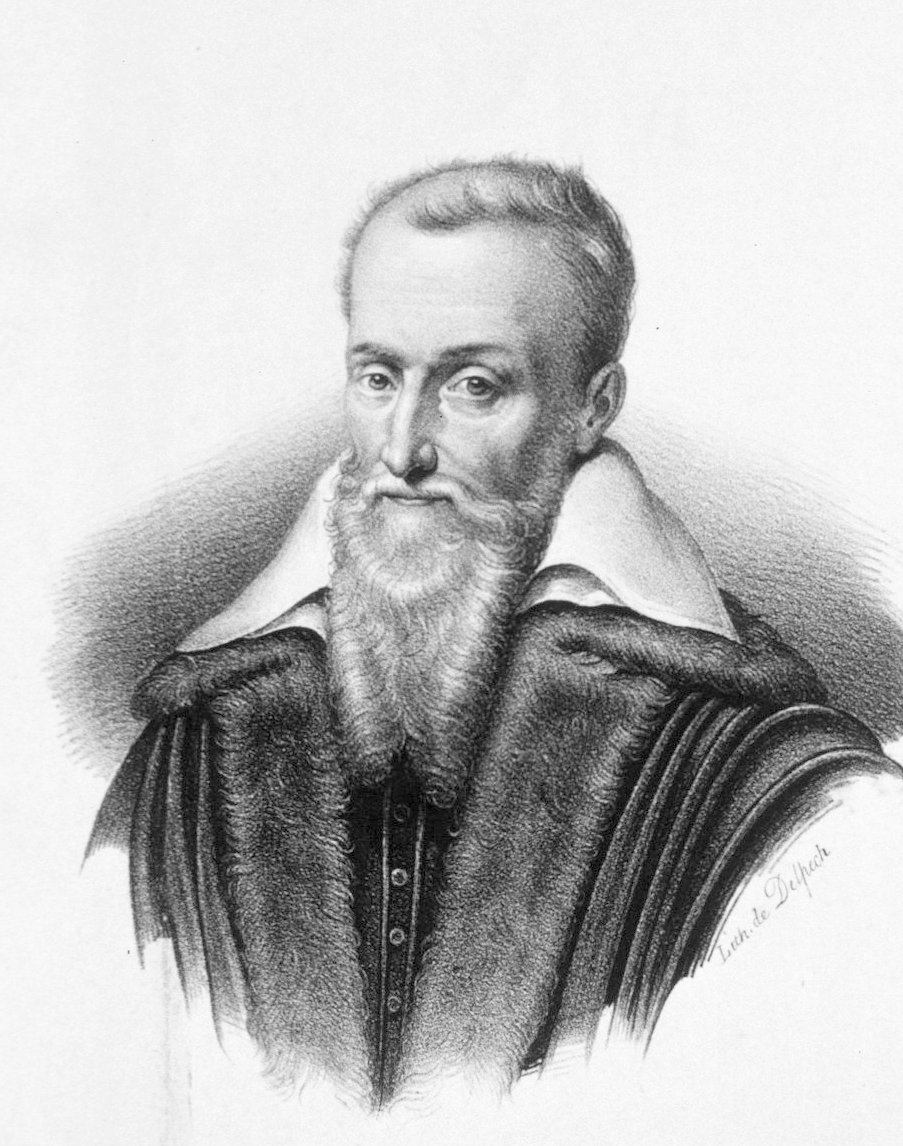
Жозеф Жюст Скалігер

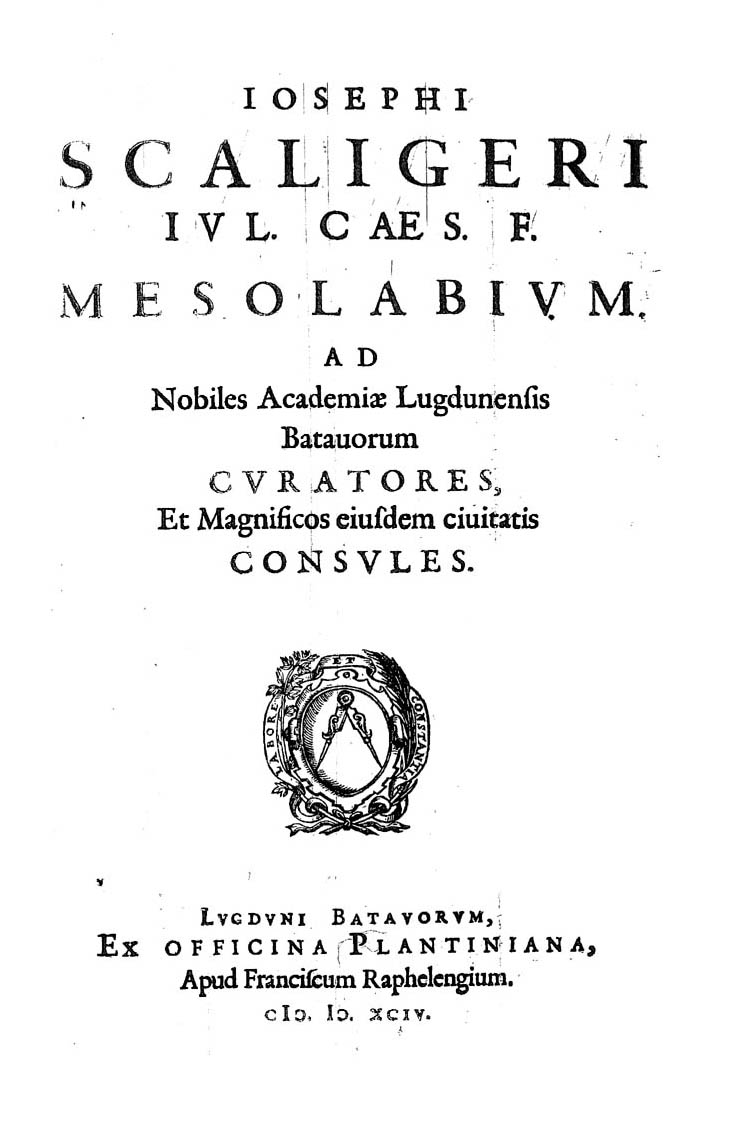
Mesolabium, 1594

Жозе́ф Жюст Скаліге́р (фр. Joseph Juste Scaliger, лат. Josephus Justus Scaliger; 5 серпня 1540 — 21 січня 1609) — французький гуманіст-філолог, історик та воїн, італієць за походженням, один з засновників сучасної наукової історичної хронології, видавник і коментатор античних текстів. Син Жюля Сезара Скалігера, онук картографа Бенедетто Бордоне.

## Науковий доробок
Суттєве досягнення Жозефа Скалігера — створення наукової хронології як допоміжної історичної дисципліни. Його пізнання в мовах і історії багатьох народів, в математиці, астрономії і теології проявилися в його «Новому творі про виправлення хронології» («Opus novum de emendatione temporum», Париж, 1583; виправлене видання — Франкфурт, 1593), подальшим розвитком цієї праці стала книга «Скарбниця хронології» («Thesaurus temporum», Лейден, 1606; Амстердам, 1629), в яку він включив також найважливіші джерела з давньої хронології. У цих роботах описані системи обчислення часу, що застосовувалися у різних народів (від Стародавнього Риму і Древньої Греції до Східної Азії і мексиканців), і знайдені способи перекладу між цими системами. Скалігер широко використовував метод астрономічного датування подій за затемненням, розвинений німецьким істориком Кальвізієм.

## Інтернет-ресурси
- Вікісховище має мультимедійні дані за темою: Жозеф Жюст Скалігер
- Твори та інформація про Жозеф Жюст Скалігер у Інтернет-архіві
- Жозеф Жюст Скалігер(англ.) у проєкті «Математична генеалогія».
- Correspondents of Scaliger: Joseph Justus Scaliger maintained a vast correspondence with European humanists and scholars, whose names are listed here
- The Correspondence of Joseph Justus Scaliger [Архівовано 27 березня 2017 у Wayback Machine.] in EMLO [Архівовано 21 травня 2018 у Wayback Machine.] = Botley, Paul and Dirk van Miert, eds. The Correspondence of Joseph Justus Scaliger. Travaux d’Humanisme et Renaissance. 8 volumes. Geneva: Droz, 2012.